# Literaturscout
Ein Literaturscout ist für die Verlagsbranche tätig und kundschaftet die Literaturszene beispielsweise eines anderen Landes aus, um bisher unentdecktes, interessantes Schrifttum für die Leserschaft eines Verlages aufzuspüren. Dazu sichtet er oder sie beispielsweise fremdsprachige Manuskripte.
Die Berufsbezeichnung und der Zugang zum Beruf sind frei, eine geregelte Ausbildung oder ein Studium gibt es nicht. Literaturscouts haben oft eine Ausbildung als Buchhändler abgeschlossen oder ein geisteswissenschaftliches Studium absolviert, wie Germanistik, Anglistik, Sprachwissenschaften, Komparatistik oder Soziologie. Teilweise übersetzen sie die Bücher, die sie entdecken, auch. Nicht selten werden sie später selbst Autoren beziehungsweise Autorinnen. 

## Tätigkeiten/Aufgaben eines Literaturscouts
Literaturscouts agieren eher im Hintergrund, prägen aber das Verlagsprogramm maßgeblich mit. Zu ihren Aufgaben gehören:
- Lesen und Einschätzen von fremdsprachigen Manuskripten;
- Suchen und Finden unentdeckter Talente für die Planungsvorhaben der jeweiligen Verlagsprogramme;
- Vorschlagen von Manuskripten zur Übernahme ins Verlagsprogramm;
- Zusammenarbeit mit Verlagslektoren;
- Vernetzen von Autoren, Verlag, Leserschaft und ggfs. Geldgeber[1] (Vermittlerrolle).

## Bekannte Literaturscouts
- Hella Faust (entdeckte u. a. Michel Houellebecq)[2]